# Третьяков, Сидор Васильевич
Сидор Васильевич Третьяков (1902 — 28.04.1945) — командир пулемётного расчёта 392-го стрелкового полка (73-я стрелковая дивизия, 48-я армия, 3-й Белорусский фронт) младший сержант, участник Гражданской войны и Великой Отечественной войны, кавалер ордена Славы трёх степеней.

## Биография
Родился в 1902 году в деревне Селище Суражского уезда Черниговской губернии (ныне – Суражский район Брянской области России) в крестьянской семье. Русский. Вскоре Третьяковы в числе других семей переехали на Дальний Восток. В 1907 году переселенцы из Суражского уезда основали деревню Радчиха (ныне не существует, был в составе современного Шкотовского района Приморского края). Здесь мальчик вырос, пошёл учиться, но окончил только 1 класс начальной школы в 1911 году. В дальнейшем работал в домашнем хозяйстве. Самостоятельную трудовую деятельность начал в 1935 году, работал колесником в промартели в своей деревне.
В мае 1942 года был призван в Красную Армию Шкотовским райвоенкоматом. Службу начал в пехотном полку на Дальнем Востоке. Только в декабре 1943 года был направлен в действующую армию.
Весь боевой путь прошёл в составе 293-го стрелкового полка 73-й стрелковой дивизии. Воевал пулемётчиком, командиром пулемётного расчёта. В ноябре 1944 года вступил в ВКП(б).
С декабря 1943 года дивизия вела оборонительные и частично встречные бои на правом берегу реки Березины. Красноармеец Третьяков отличился в первых же боях. 
24 января 1944 года в наступательном бою за шоссейную дорогу у деревни Мольча (ныне – Светлогорский район Гомельской области Белоруссии) красноармеец Третьяков под огнём противника одним из первых ворвался в траншеи противника и уничтожил 3 гитлеровцев. При отражении контратаки огнём из пулемёта истребил около 10 вражеских солдат.
Приказом по частям 73-й стрелковой дивизии от 20 февраля 1944 года (№ 77/н) красноармеец Третьяков Сидор Васильевич награждён орденом Славы 3-й степени.
В феврале 1944 года был ранен. После госпиталя вернулся в свой полк. В июне-июле 1944 года дивизия в составе 48-й армии участвовала в операции «Багратион», в боях за освобождение Белоруссии. 26 июня в наступательном бою в Жлобинском районе огнём из пулемёта уничтожил около 10 гитлеровцев, награждён орденом Красной Звезды.
В сентябре 1944 года части дивизии форсировали реку Нарев и захватили плацдарм, известный как Ружанский. 
6 октября 1944 года в бою за расширение плацдарма в районе деревни Напюрки (гмина Жевне, Мазовецкое воеводство, Польша) на правом берегу реки Нарев младший сержант Третьяков, действуя как связной командира роты, прибыл в стрелковый взвод в момент отражения очередной контратаки. Заменил выбывший из строя расчёт станкового пулемёта и открыл прицельный огонь, лично уничтожил до 15 гитлеровцев.
Приказом по войскам 48-й армии от 25 октября 1944 года (№ 583/н) младший сержант Третьяков Сидор Васильевич награждён орденом Славы 2-й степени.
До начала 1945 года дивизия вела бои на Ружанском плацдарме, постепенно расширяя его. С января 1945 года участвует в Млавско-Эльбингской операции. 
14 февраля 1945 года при овладении узлом железной и шоссейной дорог в районе населённого пункта Петтелькау (Восточная Пруссия, 9 км южнее города Бранево, Польша) младший сержант Третьяков участвовал в отражении 2 контратаки превосходящих сил противника. Вёл огонь с открытой позиции, не смотря на ураганный огонь врага, уничтожив при этом более 30 вражеских солдат и офицеров.
Указом Президиума Верховного Совета СССР от 19 апреля 1945 года младший сержант Третьяков Сидор Васильевич награждён орденом Славы 1-й степени. Стал полным кавалером ордена Славы.
Погиб в бою 28 апреля 1945 года.

## Награды
- Орден Красной Звезды (17.07.1944)[4];
- Полный кавалер ордена Славы:
  - орден Славы I степени (19.04.1945)[5];
  - орден Славы II степени (25.10.1944)[6];
  - орден Славы III степени (20.02.1944)[7];

## Память
- На могиле установлен надгробный памятник
- Его имя увековечено в Главном Храме Вооружённых сил России, и навсегда запечатлено на мемориале «Дорога памяти»